# Качуша Яшарі
Качуша Яшарі (алб. Kaqusha Jashari; нар. 16 серпня 1946, Петровац на Млаві, Сербія — 6 травня 2025) — косовська інженерка і політична діячка.

## Біографія
Мати — чорногорка. Закінчила технічну школу (відділ будівництва), а потім інженерно-будівельний факультет. З 1969 по 1971 була викладачкою у Центральному технікумі в Приштині, з 1971 по 1975 — технічна директорка будівельної компанії в Урошеваці, з 1975 працювала на політичних посадах в Автономному краї Косово.
З 10 березня 1987 по 9 травня 1989 була головою Виконавчої ради Асамблеї Автономного краю Косово. У листопаді 1988 року, вона і Азем Власі, у той час найбільш впливові політиків в Косово, підтримали Анти-бюрократичну революцію. У травні 1988 Яшарі замінила Власі, як голова Провінційного комітету Союзу комуністів Косова, де вона залишалася до 17 листопада того ж року. Тоді вона була змушена піти у відставку і замінена Рахманом Моріною, людиною Мілошевича.
З 1991 по 2008 вона була головою Президії Соціал-демократичної партії Косова (реформований Союз комуністів Косова) і директоркою Дорожнього агентства Косова з 1999 по 2007. З 2007 — член Асамблеї Косово, починаючи з 2008 вона була президентом Жіночого форуму соціал-демократів.